# العلاقات الأذربيجانية الناميبية
العلاقات الأذربيجانية الناميبية هي العلاقات الثنائية التي تجمع بين أذربيجان وناميبيا.

## مقارنة بين البلدين
هذه مقارنة عامة ومرجعية للدولتين:
| وجه المقارنة                                              | أذربيجان        | ناميبيا      |
| --------------------------------------------------------- | --------------- | ------------ |
| المساحة (كم2)                                             | 86.60 ألف       | 825.62 ألف   |
| عدد السكان (نسمة)                                         | 10.00 مليون     | 2.53 مليون   |
| الكثافة السكانية (ن./كم²)                                 | 115.47          | 3.06         |
| العاصمة                                                   | باكو            | ويندهوك      |
| اللغة الرسمية                                             | اللغة الأذرية   | لغة إنجليزية |
| العملة                                                    | مانات أذربيجاني | دولار ناميبي |
| الناتج المحلي الإجمالي (بليون دولار)                      | 40.75 مليار     | 13.24 مليار  |
| الناتج المحلي الإجمالي (تعادل القوة الشرائية) بليون دولار | 171.56 مليار    | 25.60 مليار  |
| الناتج المحلي الإجمالي الاسمي للفرد دولار أمريكي          | 5.50 ألف        | 4.67 ألف     |
| الناتج المحلي الإجمالي للفرد دولار أمريكي                 | 17.52 ألف       | 9.96 ألف     |
| مؤشر التنمية البشرية                                      | 0.751           | 0.628        |
| رمز المكالمات الدولي                                      | +994            | +264         |
| رمز الإنترنت                                              | .az             | .na          |
| المنطقة الزمنية                                           | ت ع م+04:00     | ت ع م+02:00  |

## منظمات دولية مشتركة
يشترك البلدان في عضوية مجموعة من المنظمات الدولية، منها:
| علم المنظمة | اسم المنظمة                        | تاريخ انضمام أذربيجان | تاريخ انضمام ناميبيا |
| ----------- | ---------------------------------- | --------------------- | -------------------- |
|             | الاتحاد البريدي العالمي            | ?                     | ?                    |
|             | يونسكو                             | 3 يونيو 1992          | 2 نوفمبر 1978        |
|             | البنك الدولي للإنشاء والتعمير      | 18 سبتمبر 1992        | 25 سبتمبر 1990       |
|             | وكالة ضمان الاستثمار متعدد الأطراف | 23 سبتمبر 1992        | 25 سبتمبر 1990       |
|             | الاتحاد الدولي للاتصالات           | 10 أبريل 1992         | 25 يناير 1984        |
|             | منظمة الشرطة الجنائية الدولية      | ?                     | ?                    |
|             | مؤسسة التمويل الدولية              | 11 أكتوبر 1995        | 25 سبتمبر 1990       |
|             | الأمم المتحدة                      | 2 مارس 1992           | 23 أبريل 1990        |
|             | منظمة حظر الأسلحة الكيميائية       | ?                     | ?                    |

## وصلات خارجية
- موقع وزارة الخارجية الأذربيجانية